# Denis Nulty
Denis Nulty est un prélat catholique irlandais, né le 7 juin 1963 à Slane (comté de Meath). Il est évêque de Kildare et Leighlin depuis août 2013.

## Biographie
Denis est le plus jeune d'une fratrie de cinq enfants. Il étudie à St. Patrick's National School de Slane, à St. Patrick's Classical School (en) de Navan (comté de Meath), puis à St Patrick's College de Maynooth, où il obtient un Bachelor of Arts en 1984 puis un Bachelor of Divinity en 1987. Il est ordonné prêtre en 1988 dans le diocèse de Meath. En 2006, il reprend les études à All Hallows College (en) de Dublin et obtient une maîtrise de management des services pastoraux et caritatifs de l'université de la ville de Dublin.
Il est vicaire à Mullingar avant d'être nommé prêtre de la paroisse Sainte-Marie de Drogheda en 1998. Il est alors le plus jeune prêtre paroissial d'Irlande.
Le 7 mai 2013, il est nommé évêque de Kildare et Leighlin par le pape François. Il est consacré le 4 août de la même année par l'archevêque Diarmuid Martin. Il est alors le plus jeune évêque d'Irlande. En vue de la décision du gouvernement irlandais d'organiser un référendum sur le mariage homosexuel, l'évêque Nully affirme en 2013 que l'Église a le devoir de traiter les homosexuels avec bienveillance. Il ajoute que la nature même du mariage et des enfants, ainsi que leur importance dans la société, méritent d'être protégées. Il déclare : « l'Église catholique continuera de soutenir que les différences entre l'homme et la femme ne sont pas contingentes mais au contraire nécessaires au mariage, que les enfants ont un droit naturel d'avoir une mère et un père et que cela est le meilleur environnement possible pour eux. »